# Championnat de Géorgie de rugby à XV 2010
Navigation
Championnat 2009 Championnat 2011
Le championnat de Géorgie de rugby à XV 2010 oppose les huit meilleures équipes géorgiennes de rugby à XV. Il débute le 10 avril 2010 et se termine le 14 novembre 2010.

## Clubs de l'édition 2010
| Batoumi Koutaïssi Roustavi Tbilissi |

| Équipe                 | Stade | Capacité | Ville     |
| ---------------------- | ----- | -------- | --------- |
| Lelo Tbilissi          |       |          | Tbilissi  |
| RC Locomotive Tbilissi |       |          | Tbilissi  |
| RC Kochebi             |       |          | Tbilissi  |
| RC Aia                 |       |          | Koutaïssi |
| RC Rustavi Kharebi     |       |          | Roustavi  |
| RC Academy Tbilissi    |       |          | Tbilissi  |
| RC Armazi              |       |          | Tbilissi  |
| RC Batoumi             |       |          | Batoumi   |

## Classement de la phase régulière
Le classement de l'édition 2010 s'établit comme suit :
| Rang | Club                   | J  | V  | N | D  | Em | Ee | Pm  | Pe  | Diff | Pts |
| ---- | ---------------------- | -- | -- | - | -- | -- | -- | --- | --- | ---- | --- |
| 1    | Lelo Tbilissi (T)      | 14 | 10 | 0 | 4  | 27 | 10 | 380 | 207 | +173 | 20  |
| 2    | RC Locomotive Tbilissi | 14 | 10 | 0 | 4  | 16 | 9  | 303 | 206 | +97  | 20  |
| 3    | RC Kochebi             | 14 | 9  | 1 | 4  | 22 | 13 | 323 | 248 | +75  | 19  |
| 4    | RC Aia                 | 14 | 9  | 0 | 5  | 21 | 13 | 315 | 242 | +73  | 18  |
| 5    | RC Rustavi Kharebi     | 14 | 6  | 0 | 8  | 9  | 26 | 192 | 315 | -123 | 12  |
| 6    | RC Academy Tbilissi    | 14 | 4  | 2 | 8  | 9  | 11 | 206 | 223 | -17  | 10  |
| 7    | RC Armazi              | 14 | 4  | 1 | 9  | 9  | 18 | 232 | 367 | -135 | 9   |
| 8    | RC Batoumi             | 14 | 2  | 0 | 12 | 14 | 27 | 236 | 379 | -143 | 4   |

|  | Qualifiés pour le tour final (no 1, no 2, no 3, no 4) |
|  | Relégué (no 8)                                        |
|  | T : tenant du titre 2009 • P : promu 2009             |

Attribution des points : victoire : 2, match nul : 1, défaite : 0.

## Tableau synthétique des résultats
L'équipe qui reçoit est indiquée dans la colonne de gauche.
| Clubs                  | LELO | LOCO | KOCH | AIA | RUST | ACAD | ARMA | BATU |
| ---------------------- | ---- | ---- | ---- | --- | ---- | ---- | ---- | ---- |
| Lelo Tbilissi          |      |      |      |     |      |      |      |      |
| RC Locomotive Tbilissi |      |      |      |     |      |      |      |      |
| RC Kochebi             |      |      |      |     |      |      |      |      |
| RC Aia                 |      |      |      |     |      |      |      |      |
| RC Rustavi Kharebi     |      |      |      |     |      |      |      |      |
| RC Academy Tbilissi    |      |      |      |     |      |      |      |      |
| RC Armazi              |      |      |      |     |      |      |      |      |
| RC Batoumi             |      |      |      |     |      |      |      |      |

|  | Victoire à domicile |  | Match nul |  | Défaite à domicile |

## Phase finale
|  | Demi-finales    | Demi-finales           | Demi-finales    |  |   | Match d'appui          | Match d'appui   | Match d'appui   |   |                        | Finale           | Finale           | Finale           |
|  |                 |                        |                 |  |   |                        |                 |                 |   |                        |                  |                  |                  |
|  | 3 novembre 2010 |                        |                 |  |   |                        |                 |                 |   |                        |                  |                  |                  |
|  | 1               | Lelo Tbilissi          | 22              |  |   |                        |                 |                 |   |                        | 14 novembre 2010 | 14 novembre 2010 | 14 novembre 2010 |
|  | 2               | RC Locomotive Tbilissi | 10              |  |   | 8 novembre 2010        | 8 novembre 2010 | 8 novembre 2010 |   |                        | 1                | Lelo Tbilissi    | 11               |
|  |                 |                        |                 |  | 2 | RC Locomotive Tbilissi | 18              |                 | 2 | RC Locomotive Tbilissi | 16               |                  |                  |
|  | 3 novembre 2010 | 3 novembre 2010        | 3 novembre 2010 |  | 3 | RC Kochebi             | 14              |                 |   |                        |                  |                  |                  |
|  | 3               | RC Kochebi             | 23              |  |   |                        |                 |                 |   |                        |                  |                  |                  |
|  | 4               | RC Aia                 | 13              |  |   |                        |                 |                 |   |                        |                  |                  |                  |